# Петраш Терезія Йосипівна
Терезія Йосипівна Грачин (Петраш) (нар. 7 листопада 1951, село Лужанка, тепер село Астей Берегівського району Закарпатської області) — українська радянська діячка, ланкова саду Радянсько-угорської дружби імені Леніна Берегівського району Закарпатської області. Депутат Верховної Ради УРСР 9—10-го скликань.

## Біографія
Освіта середня.
З 1967 року — робітниця, з 1971 року — ланкова комсомольсько-молодіжної бригади саду Радянсько-угорської дружби імені Леніна Закарпатської обласної державної сільськогосподарської дослідної станції Берегівського району Закарпатської області.
Потім — на пенсії в селі Астей Берегівського району Закарпатської області.

## Нагороди
- ордени
- медалі